# Motorola RAZR i
Das Motorola RAZR i (XT890) ist ein Smartphone, das vom Hersteller Motorola am 18. September 2012 in London (Vereinigtes Königreich) vorgestellt wurde. Es ist seit Oktober 2012 in der Europäischen Union und in Südamerika erhältlich und verwandt mit der in den USA Anfang September 2012 erhältlichen Variante Motorola Droid RAZR M (XT905/XT906/XT907). Es verfügt stattdessen aber erstmals über einen 2,0 GHz Intel-Atom-Prozessor Z2480 „Medfield“ auf der x86/IA-32-Architektur mit dem Betriebssystem Android.
Das Smartphone mit kapazitiven Touchscreen ist in schwarz oder weiß erhältlich und verfügt über eine 8-MP-Kamera. Der Aluminiumrahmen verstärkt auf der Rückseite mit Kevlar-Fasern von DuPont und kratzfesten Corning Gorilla Glas schützt das Gerät vor Staub und Spritzwasser. Das RAZR i verwendet eine Micro-SIM-Karte. Auf der rechten Seite befindet sich eine spezielle Kamerataste, über die die Fotofunktion direkt aus dem Ruhemodus gestartet werden kann, und die auch als Auslöser fungiert.
Die Stiftung Warentest bewertete das Smartphone in der Softwareversion Android 4.0.4 in der Ausgabe Mai 2013 der Zeitschrift test mit dem Test-Qualitätsurteil der Note 2,2.
Eine weitere Variante, das Motorola RAZR i (MT788), ist nur für den chinesischen Markt bestimmt und wurde im November 2012 veröffentlicht.

## Updates
Im Februar 2013 erschien ein Androidupdate auf Version 4.1.2.
Im März 2015 wurde ein Update auf die Androidversion 4.4.2 veröffentlicht, welches zusätzliche SSL Sicherheitsupdates der Version 4.4.4 enthält.